# Anádromo

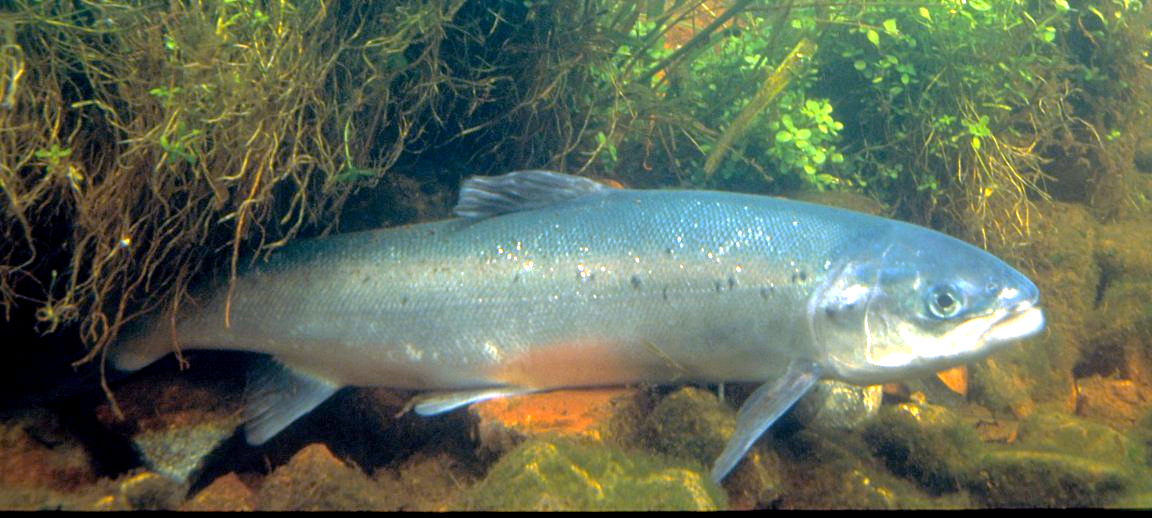
Salmão, um exemplar de peixe Anádromo.

Anádromos são os peixes ou outros animais aquáticos que se reproduzem em água doce mas se desenvolvem até a forma adulta no mar, como por exemplo, o salmão.
As migrações dos animais aquáticos podem ser de vários tipos. Os anádromos são uma forma dos diádromos.